# Louis Canivez
Pour les articles homonymes, voir Canivez et Canivet.
Louis Canivez (aussi orthographié Louis Canivet) est un compositeur et chef d'orchestre belge. Il est né à Binche le 24 avril 1847 et mort à Ittre le 18 novembre 1911.

## Biographie
Lors de son arrivée à Fosses-la-Ville, Louis Canivez fut tuba solo dans la Philharmonique locale. Il n'avait que 22 ans lorsqu'il écrivit les premiers airs des chansons qui le rendirent célèbre. Celles-ci restent encore extrêmement populaires aujourd'hui. Il compose notamment l'air des Chinels et contribua à l'essor de ce groupe folklorique : jusque-là les Chinels dansaient sur des airs de fifres et de tambours.
Il consacra sa vie à la musique et est l'auteur de plus de 800 compositions.

## Compositions
Les plus célèbres :
- Raculotons-nous
- L'Hymne du Pays noir
- L'air des Chinels